# Уименс-Бей
Уименс-Бей - статистически обособленная местность в боро Кадьяк-Айленд, США. 
Население - 719 человек (на момент 2010 г.)

## География
Уименс-Бей находится по координатам - 57°42′06″ с. ш. 152°34′20″ з. д..
По данным Бюро переписи населения США, общая площадь Уименс-Бей составляет 114 км², из которых 113,7 км² - это земля и 0,3 км² - вода.

## Демография
Уименс-Бей как статистически обособленная местность впервые указывается в переписи населения США 1990 года. 
По данным переписи населения 2000 года, в Уименс-Бей проживает 175 семей (всего 690 человек) в 251 домашних хозяйствах. Плотность населения составляет 6,1/км².  Кол-во жилых домов -269 единиц, со средней плотностью размещения 2,4/км².  
Расовый состав: 85,80% белых, 0,58% черных или афроамериканцев, 6,09% коренных американцев, 1,45% азиатов, 1,74% латиноамериканцев и 6,09% остальных.
Всего 251 домашних хозяйств, из которых 40,2% имеют детей в возрасте до 18 лет, проживающих с ними, 57,4% включают женатые пары, 8,8% включают только матерей-одиночек, и 29,9% включают людей без семьи.  
Средний размер домохозяйства - 2,75, а семьи - 3,28 человека. 
Население распределено по возрасту следующим образом: 30,7% в возрасте до 18 лет, 6,8% в возрасте от 18 до 24 лет, 36,1% в возрасте от 25 до 44 лет, 24,2% в возрасте от 45 до 64 лет и 2,2% в возрасте 65 лет и старше. 
Средний возраст составляет 35 лет. На каждые 100 женщин приходится 113,0 мужчин. На каждые 100 женщин возрастом 18 лет и старше насчитывается 116,3 мужчин. 
Средний доход для домашнего хозяйства составляет 72 083 долларов, а средний доход для семьи - 71 250 долларов. Средний доход мужчин составляет 49 792 долларов против 40 605 долларов для женщин. Доход на душу населения составляет 27 746 долларов США.  
Проживающие за чертой бедности отсутствуют.  